# The Culture of Connectivity
The Culture of Connectivity: A Critical History of Social Media é um livro de José van Dijck publicado pela Oxford University Press em 2013 sobre plataformas de mídias sociais e suas histórias. A autora considera as histórias de cinco plataformas de mídias sociais: Facebook, Twitter, Flickr, YouTube, and Wikipédia. Ela enfatiza como suas dimensões tecnológicas, sociais e culturais contribuíram para o estado presente. O conceito trabalhado no livro, cultura da conectividade, foi objeto de palestras da autora para o Center for 21st Century Studies, da Universidade de Wisconsin–Madison, e para a London School of Economics.